# Valdelsa Football Colligiana 2009-2010
Questa pagina raccoglie i dati riguardanti la Valdelsa Football Colligiana nella stagione 2009-2010.

## Stagione
La Colligiana disputa il campionato di Lega Pro Seconda Divisione per il secondo anno consecutivo.
Alla guida tecnica il presidente Fabio Biancucci chiama Maurizio Costantini. Rinnovato anche l'assetto organizzativo con la nomina di Enzo Menichetti, da anni e fino alla stagione precedente Team Manager, e di Massimo Rugi, in rappresentanza dello sponsor, alla vice presidenza. Viene confermato come Direttore generale Giorgio Bresciani che potrà avvalersi dei nuovi collaboratori: oltre al consulente di mercato Riccardo Pecchi, confermato ed a cui si affianca Giacomo Pezzini, l'anno scorso allo Juve Stabia come mister Costantini, il nuovo team manager Lucio Sgandurra, ed il nuovo capo degli osservatori Raffaele Pinzani. Inoltre due nuove figure nell'assetto societario: il responsabile finanziario Cesare Dragoni ed il consulente legale Fabio Giotti, ex giocatore biancorosso.
Il campionato inizia con due pareggi ed una vittoria contro il Bassano. Ancora una vittoria esterna in trasferta contro il Gubbio, e arriva un punto di penalizzazione dovuto ad irregolarità amministrative della passata stagione. Dopo nove giornate la squadra si trova al penultimo posto con nove punti, con quattordici squadre raccolte in tre punti. Dopo la sconfitta interna con il Bellaria Igea Marina, della nona giornata di campionato, viene esonerato mister Maurizio Costantini. La squadra viene temporaneamente affidata all'allenatore in seconda Zaccaroni. Per motivazioni strettamente personali Fabio Biancucci rassegna le proprie dimissioni dalla carica di Presidente alla vigilia della trasferta di Lucca contro la capolista; rimane comunque nella società continuando a detenerne la quota azionaria di maggioranza ed il suo ruolo all'interno del Consiglio di Amministrazione. Per la sua sostituzione viene adottata una soluzione interna e la carica di presidente passa a Giorgio Bresciani mentre nel ruolo di direttore generale viene nominato Giuliano Sili. Nel ruolo di segretario arriva Stefano Osti.
Dopo la vittoria nel derby con il Poggibonsi (4-2) e con quattro sconfitte subite, viene esonerato Enrico Zaccaroni e richiamato in panchina Maurizio Costantini, cui si affianca, come secondo, Riccardo Marmugi, già giocatore della Colligiana in passato e allenatore in carica della squadra primavera.
Nel gennaio 2010, con la squadra all'ultimo posto in classifica, secondo esonero per Maurizio Costantini, a cui subentra Rodolfo Vanoli. Frattanto Stefano Osti torna nei ranghi del Siena in seguito al cambio di presidenza che vede l'arrivo in bianconero di Mezzaroma.
Alcuni risultati positivi in trasferta, tra cui la vittoria nel derby di ritorno a Poggibonsi, con reti di Tortolano e Visone, non sono sufficienti ad evitare i play-out con la Giacomense: 1-1 il risultato di Colle di Val d'Elsa e 1-1 quello del ritorno a Portomaggiore. È la Colligiana a retrocedere in virtù della miglior classifica in campionato raggiunta dalla Giacomense.
All'atto delle iscrizioni ai tornei della stagione 2010-2011 è stata esclusa dal campionato di Serie D dalla Lega Nazionale Dilettanti per irregolarità finanziarie.
In Coppa Italia di Lega Pro la squadra incontra, nel girone G, Foligno, Gubbio, Poggibonsi e Sangiovannese, venendo eliminata in questa fase.

## Orgnaigramma societario[3]
Area direttiva
- Amministratore delegato: Fabio Biancucci
- Presidente: Giorgio Bresciani
- Vice-Presidenti: Enzo Menichetti e Massimo Rugi
- Direttore generale: Giuliano Sili
- Segretario generale: Stefano Osti
- Team manager: Lucio Sgandurra
- General Manager: Riccardo Pecchi
- Direttore Sportivo: Giacomo Pezzini
- Segretario: Fabrizio Barsotti
- Responsabile finanziario: Cesare Dragoni
- Consulente legale: Fabio Giotti
- Capo Osservatori: Raffaele Pinzani

Area tecnica
- Allenatore: Maurizio Costantini, poi Rodolfo Vanoli
- Allenatore in seconda: Riccardo Marmugi
- Preparatore atletico: Carlo Buzzichelli
- Preparatore dei portieri: Cristian Ferrante
- Medico Sociale: Sabatino Bigazzi
- Fisioterapista: Ugo Venturini
- Massaggiatore: Enzo Detti

## Rosa
| N. |                    | Ruolo | Calciatore               |
| -- | ------------------ | ----- | ------------------------ |
|    | Italia (bandiera)  | P     | Carmine Biagio Gatti     |
|    | Italia (bandiera)  | P     | Simone Sarti             |
|    | Italia (bandiera)  | P     | Gianluca Vivan           |
|    | Italia (bandiera)  | D     | Alessandro Caforio       |
|    | Italia (bandiera)  | D     | Alessandro Cibocchi      |
|    | Italia (bandiera)  | D     | Mirko Conte              |
|    | Italia (bandiera)  | D     | Pasquale D'aniello       |
|    | Brasile (bandiera) | D     | Henrique Felipe Da Silva |
|    | Italia (bandiera)  | D     | Corrado Ferracuti        |
|    | Italia (bandiera)  | D     | Leonardo Gabrieli        |
|    | Francia (bandiera) | D     | Romain Gabutti           |
|    | Italia (bandiera)  | D     | Andrea Gaveglia          |
|    | Italia (bandiera)  | D     | Osvaldo Mannucci         |
|    | Italia (bandiera)  | D     | Tommaso Movilli          |
|    | Italia (bandiera)  | D     | Ivano Pastore            |
|    | Italia (bandiera)  | D     | Adriano Russo            |
|    | Italia (bandiera)  | C     | Stefano Bastrini Furno   |
|    | Italia (bandiera)  | C     | Patrizio Billio          |
|    | Italia (bandiera)  | C     | Gaetano Calà Campana     |
|    | Italia (bandiera)  | C     | Carmelo Caridi           |
|    | Italia (bandiera)  | C     | Davide Collini           |

| N. |                      | Ruolo | Calciatore           |
| -- | -------------------- | ----- | -------------------- |
|    | Italia (bandiera)    | C     | Andrea D'Amico       |
|    | Italia (bandiera)    | C     | Leonardo Ferretti    |
|    | Italia (bandiera)    | C     | Luca Pietrobattista  |
|    | Italia (bandiera)    | C     | Matteo Ravetto       |
|    | Italia (bandiera)    | C     | Alessio Sireno       |
|    | Italia (bandiera)    | C     | Antonio Tarascio     |
|    | Italia (bandiera)    | C     | Emiliano Tortolano   |
|    | Italia (bandiera)    | C     | Alessandro Visone    |
|    | Italia (bandiera)    | A     | Enrico Bianco        |
|    | Italia (bandiera)    | A     | Salvatore Brindisi   |
|    | Italia (bandiera)    | A     | Giacomo Canalini     |
|    | Argentina (bandiera) | A     | Julián Di Cosmo      |
|    | Italia (bandiera)    | A     | Christian Iannelli   |
|    | Italia (bandiera)    | A     | Antonio Morello      |
|    | Italia (bandiera)    | A     | Vinicio Paris        |
|    | Italia (bandiera)    | A     | Elia Pellegrini      |
|    | Italia (bandiera)    | A     | Matteo Prandelli     |
|    | Italia (bandiera)    | A     | Gianluca Savoldi     |
|    | Italia (bandiera)    | A     | Thomas Lucie Smith   |
|    | Italia (bandiera)    | A     | Domenico Zampaglione |

## Calciomercato

### Sessione estiva
Rispetto alla stagione precedente molte le partenze e, di conseguenza, molti i volti nuovi. Della passata stagione rimangono in rosa i soli Russo, D'Ambrosio, Patrizio Billio, Collini, Gianluca Savoldi e Pellegrini. In partenza alcuni dei protagonisti dei salti di categoria delle ultime due annate: tra questi il portiere Lapo Giusti e il bomber Dario Tranchitella.
Tra i volti nuovi, il portiere Vivan (dal Rovigo), i difensori Cibocchi, Calà Campana, Pastore, Tortolano (dalle giovanili della Roma), Pietrobattista (proveniente dal Pescina Valle del Giovenco), Antonio Morello e Vinicio Paris (dall'Arezzo).
Gli ultimi giorni di calcio mercato estivo, a campionato iniziato, vedono gli arrivi di Ferracuti dalla Sangiovannese, dove finisce il centrale D'Ambrosio e la punta Ramacciotti, che poi rescinde il contratto; infine dal Catania arriva l'argentino Julián Di Cosmo e ritorna il centrale difensivo Tommaso Movilli, svincolato dall'Olbia.
A novembre viene ingaggiato l'esterno offensivo Osvaldo Mannucci, che nella corrente stagione era privo di contratto.
| Acquisti | Acquisti             | Acquisti           | Acquisti   |
| R.       | Nome                 | da                 | Modalità   |
| -------- | -------------------- | ------------------ | ---------- |
| A        | Antonio Morello      | Ternana            | definitivo |
| P        | Simone Sarti         | Pisa               | prestito   |
| P        | Gianluca Vivan       | Rovigo             | definitivo |
| D        | Alessandro Cibocchi  | Ternana            | definitivo |
| D        | Ivano Pastore        | Taranto            |            |
| C        | Luca Pietrobattista  | Siena              | prestito   |
| A        | Matteo Prandelli     | Pescina VG         | prestito   |
| C        | Alessio Sireno       | Arezzo             | prestito   |
| C        | Emiliano Tortolano   | Roma               | prestito   |
| A        | Vinicio Paris        | Arezzo             | definitivo |
| A        | Dario Ramacciotti    | Castelnuovo        |            |
| A        | Domenico Zampaglione | HinterReggio       | definitivo |
| C        | Gaetano Calà Campana | Nocerina           |            |
| D        | Leonardo Gabrieli    | Viareggio          |            |
| C        | Romain Gabutti       |                    |            |
| A        | Enrico Bianco        | Ischia Isola Verde |            |
| P        | Carmine Biagio Gatti | Matera             |            |
| C        | Antonio Tarascio     | Torino             | prestito   |
| A        | Salvatore Brindisi   | Potenza            |            |
| A        | Julián Di Cosmo      | Catania            |            |
| D        | Corrado Ferracuti    | Sangiovannese      |            |
| D        | Tommaso Movilli      | Olbia              | svincolato |

| Cessioni | Cessioni                  | Cessioni             | Cessioni      |
| R.       | Nome                      | da                   | Modalità      |
| -------- | ------------------------- | -------------------- | ------------- |
| D        | Luca Bonini               | Massese              |               |
| A        | Massimiliano Bongiorni    | Massese              | svincolato    |
| A        | Federico Bonamici         | Prato                |               |
| C        | Davide Carfora            | Sanluri              | svincolato    |
| D        | Daniele Chiocchetti       |                      |               |
| C        | Andrea Corsi              | Sestese              | definitivo    |
| D        | Rodrigo De Lazzari        | Siena                | fine prestito |
| C        | Mattia Donati             | Arezzo               | comproprietà  |
| A        | Fabio Esposito            | Siena                | fine prestito |
| D        | Nicola Ficano             | Sambenedettese       | fine prestito |
| P        | Lapo Giusti               | Arezzo               | prestito      |
| A        | Andre's Gurrieri          | Ternana              | fine prestito |
| P        | Anssi Jaakkola            | Siena                | fine prestito |
| A        | Lacheheb Samir            | Ternana              | fine prestito |
| D        | Lorenzo Laverone          | Arezzo               | comproprietà  |
| C        | Domenico Marino           | Ternana              | definitivo    |
| C        | Pasquale Moliterni        | Victoria Locorotondo |               |
| C        | Alessandro Osso Armellino | Udinese              | fine prestito |
| D        | Giacomo Paoli             | Sangiovannese        | fine prestito |
| D        | Andrea Pobega             | Sanluri              |               |
| C        | Ruggero Radice            |                      | svincolato    |
| C        | Maximiliano Ré            | Siena                | fine prestito |
| C        | Dario Pietro Tranchitella | Castel Rigone        |               |
| A        | Dario Ramacciotti         | Sangiovannese        |               |
| D        | Antonio D'Ambrosio        | Sangiovannese        |               |

### Sessione invernale
La sessione invernale del calcio mercato vede tutta una serie di partenze ed arrivi come Mirko Conte, Cristian Iannelli (rientrato al Catania dal prestito alla Nocerina), Stefano Furno (dal Benevento), Giacomo Canalini (dalla Primavera del Torino), Andrea D'Amico (dal Catania), Pasquale D'Aniello (dall'Olbia), Thomas Lucie Smith (dall'Empoli) e Francesco Piemontese (dal Rovigo).
| Acquisti | Acquisti                    | Acquisti     | Acquisti   |
| R.       | Nome                        | da           | Modalità   |
| -------- | --------------------------- | ------------ | ---------- |
| D        | Osvaldo Mannucci            | Gubbio       | svincolato |
| D        | Andrea Gaveglia             | Vico Equense |            |
| A        | Christian Iannelli          | Catania      | prestito   |
| D        | Henrique Felipe Da Silva    | Vicenza      | prestito   |
| A        | Thomas Lucie Smith          | Empoli       | prestito   |
| D        | Mirko Conte                 | Arezzo       |            |
| A        | Stefano Bastrini Furno      | Benevento    |            |
| A        | Sergio Francesco Piemontese | Rovigo       |            |
| C        | Alessandro Visone           | Arezzo       |            |
| A        | Giacomo Canalini            | Torino       |            |
| C        | Andrea D'Amico              | Reggiana     |            |
| D        | Pasquale D'Aniello          | Olbia        |            |

| Cessioni | Cessioni             | Cessioni     | Cessioni   |
| R.       | Nome                 | da           | Modalità   |
| -------- | -------------------- | ------------ | ---------- |
| A        | Gianluca Savoldi     | Fermana      | svincolato |
| A        | Vinicio Paris        | Angizia Luco |            |
| D        | Adriano Russo        | Vico Equense |            |
| A        | Enrico Bianco        |              |            |
| A        | Alessio Sireno       |              |            |
| P        | Simone Sarti         |              |            |
| A        | Domenico Zampaglione |              |            |
| A        | Giampiero Romano     | Portogruaro  |            |
| D        | Ivano Pastore        |              | svincolato |
| A        | Matteo Prandelli     | Como         |            |
| A        | Antonio Morello      |              | svincolato |

## Risultati

### Lega Pro Seconda Divisione

#### Girone di andata
| Fano 23 agosto 2009 1ª giornata | Fano | 0 – 0 | Colligiana |  |

| Colle di Val d'Elsa 30 agosto 2009 2ª giornata    | Colligiana | 1 – 1 | Nocerina |  |
| \| \| \| \| \| Savoldi ?’ \| Marcatori \| ?’ ? \| |            |       |          |  |
|                                                   |            |       |          |  |
| Savoldi ?’                                        | Marcatori  | ?’ ?  |          |  |

| Bassano del Grappa 6 settembre 2009 3ª giornata              | Bassano Virtus | 1 – 2                 | Colligiana |  |
| \| \| \| \| \| ? ?’ \| Marcatori \| ?’ Pastore ?’ Savoldi \| |                |                       |            |  |
|                                                              |                |                       |            |  |
| ? ?’                                                         | Marcatori      | ?’ Pastore ?’ Savoldi |            |  |

| Colle di Val d'Elsa 13 settembre 2009 4ª giornata       | Colligiana | 1 – 2     | Prato |  |
| \| \| \| \| \| Cibocchi ?’ \| Marcatori \| ?’ ? ?’ ? \| |            |           |       |  |
|                                                         |            |           |       |  |
| Cibocchi ?’                                             | Marcatori  | ?’ ? ?’ ? |       |  |

| Gubbio 20 settembre 2009 5ª giornata          | Gubbio    | 0 – 1       | Colligiana |  |
| \| \| \| \| \| \| Marcatori \| ?’ Cibocchi \| |           |             |            |  |
|                                               |           |             |            |  |
|                                               | Marcatori | ?’ Cibocchi |            |  |

| Colle di Val d'Elsa 27 settembre 2009 6ª giornata | Colligiana | 1 – 1 | Sangiovannese |  |
| \| \| \| \| \| Savoldi ?’ \| Marcatori \| ?’ ? \| |            |       |               |  |
|                                                   |            |       |               |  |
| Savoldi ?’                                        | Marcatori  | ?’ ?  |               |  |

| Gradisca d'Isonzo 4 ottobre 2009 7ª giornata | Itala San Marco | 1 – 0 | Colligiana |  |
| \| \| \| \| \| ? ?’ \| Marcatori \| \|       |                 |       |            |  |
|                                              |                 |       |            |  |
| ? ?’                                         | Marcatori       |       |            |  |

| Sacile 11 ottobre 2009 8ª giornata | Sacilese | 0 – 0 | Colligiana |  |

| Colle di Val d'Elsa 18 ottobre 2009 9ª giornata | Colligiana | 0 – 1 | Bellaria Igea Marina |  |
| \| \| \| \| \| \| Marcatori \| ?’ ? \|          |            |       |                      |  |
|                                                 |            |       |                      |  |
|                                                 | Marcatori  | ?’ ?  |                      |  |

| Lucca 25 ottobre 2009 10ª giornata          | Lucchese  | 2 – 0 | Colligiana |  |
| \| \| \| \| \| ?’ ? ?’ ? \| Marcatori \| \| |           |       |            |  |
|                                             |           |       |            |  |
| ?’ ? ?’ ?                                   | Marcatori |       |            |  |

| Colle di Val d'Elsa 1º novembre 2009 11ª giornata                                          | Colligiana | 4 – 2 | Poggibonsi |  |
| \| \| \| \| \| Pellegrini ?’ Zampaglione ?’ Cibocchi ?’ Tortolano ?’ \| Marcatori \| ?’ \| |            |       |            |  |
|                                                                                            |            |       |            |  |
| Pellegrini ?’ Zampaglione ?’ Cibocchi ?’ Tortolano ?’                                      | Marcatori  | ?’    |            |  |

| Celano 8 novembre 2009 12ª giornata    | Celano    | 1 – 0 | Colligiana |  |
| \| \| \| \| \| ? ?’ \| Marcatori \| \| |           |       |            |  |
|                                        |           |       |            |  |
| ? ?’                                   | Marcatori |       |            |  |

| Colle di Val d'Elsa 15 novembre 2009 13ª giornata          | Colligiana | 1 – 2     | Carrarese |  |
| \| \| \| \| \| Zampaglione ?’ \| Marcatori \| ?’ ? ?’ ? \| |            |           |           |  |
|                                                            |            |           |           |  |
| Zampaglione ?’                                             | Marcatori  | ?’ ? ?’ ? |           |  |

| Monte San Giusto 22 novembre 2009 14ª giornata                         | Sangiustese | 3 – 2                 | Colligiana |  |
| \| \| \| \| \| ? ?’ ? ?’ ? ?’ \| Marcatori \| ?’ Bianco ?’ Di Cosmo \| |             |                       |            |  |
|                                                                        |             |                       |            |  |
| ? ?’ ? ?’ ? ?’                                                         | Marcatori   | ?’ Bianco ?’ Di Cosmo |            |  |

| Colle di Val d'Elsa 29 novembre 2009 15ª giornata                  | Colligiana | 2 – 2     | San Marino |  |
| \| \| \| \| \| Di Cosmo ?’ Morello ?’ \| Marcatori \| ?’ ? ?’ ? \| |            |           |            |  |
|                                                                    |            |           |            |  |
| Di Cosmo ?’ Morello ?’                                             | Marcatori  | ?’ ? ?’ ? |            |  |

| Ferrara 6 dicembre 2009 16ª giornata | Giacomense | 0 – 0 | Colligiana |  |

| Colle di Val d'Elsa 13 dicembre 2009 17ª giornata  | Colligiana | 1 – 1 | Pro Vasto |  |
| \| \| \| \| \| Billio ?’ (rig.) \| Marcatori \| \| |            |       |           |  |
|                                                    |            |       |           |  |
| Billio ?’ (rig.)                                   | Marcatori  |       |           |  |

#### Girone di ritorno
| Colle di Val d'Elsa 20 dicembre 2009 18ª giornata | Colligiana | 0 – 2     | Fano |  |
| \| \| \| \| \| \| Marcatori \| ?’ ? ?’ ? \|       |            |           |      |  |
|                                                   |            |           |      |  |
|                                                   | Marcatori  | ?’ ? ?’ ? |      |  |

| Nocera Inferiore 10 gennaio 2010 19ª giornata         | Nocerina  | 2 – 1     | Colligiana |  |
| \| \| \| \| \| ? ?’ ? ?’ \| Marcatori \| ?’ Billio \| |           |           |            |  |
|                                                       |           |           |            |  |
| ? ?’ ? ?’                                             | Marcatori | ?’ Billio |            |  |

| Colle di Val d'Elsa 17 gennaio 2010 20ª giornata   | Colligiana | 1 – 1 | Bassano Virtus |  |
| \| \| \| \| \| Iannelli ?’ \| Marcatori \| ?’ ? \| |            |       |                |  |
|                                                    |            |       |                |  |
| Iannelli ?’                                        | Marcatori  | ?’ ?  |                |  |

| Prato 24 gennaio 2010 21ª giornata          | Prato     | 2 – 0 | Colligiana |  |
| \| \| \| \| \| ? ?’ ? ?’ \| Marcatori \| \| |           |       |            |  |
|                                             |           |       |            |  |
| ? ?’ ? ?’                                   | Marcatori |       |            |  |

| Colle di Val d'Elsa 31 gennaio 2010 22ª giornata                           | Colligiana | 2 – 4            | Gubbio |  |
| \| \| \| \| \| Gaveglia ?’ Cibocchi ?’ \| Marcatori \| ?’, ?’, ?’, ?’ ? \| |            |                  |        |  |
|                                                                            |            |                  |        |  |
| Gaveglia ?’ Cibocchi ?’                                                    | Marcatori  | ?’, ?’, ?’, ?’ ? |        |  |

| San Giovanni Valdarno 14 febbraio 2010 23ª giornata | Sangiovannese | 0 – 0 | Colligiana |  |

| Colle di Val d'Elsa 21 febbraio 2010 24ª giornata | Colligiana | 1 – 0 | Itala San Marco |  |
| \| \| \| \| \| Cibocchi ?’ \| Marcatori \| \|     |            |       |                 |  |
|                                                   |            |       |                 |  |
| Cibocchi ?’                                       | Marcatori  |       |                 |  |

| Colle di Val d'Elsa 28 febbraio 2010 25ª giornata              | Colligiana | 2 – 1 | Sacilese |  |
| \| \| \| \| \| Iannelli ?’ Mannucci ?’ \| Marcatori \| ?’ ? \| |            |       |          |  |
|                                                                |            |       |          |  |
| Iannelli ?’ Mannucci ?’                                        | Marcatori  | ?’ ?  |          |  |

| Bellaria-Igea Marina 7 marzo 2010 26ª giornata | Bellaria Igea Marina | 0 – 0 | Colligiana |  |

| Colle di Val d'Elsa 14 marzo 2010 27ª giornata | Colligiana | 0 – 1 | Lucchese |  |
| \| \| \| \| \| \| Marcatori \| ?’ ? \|         |            |       |          |  |
|                                                |            |       |          |  |
|                                                | Marcatori  | ?’ ?  |          |  |

| Poggibonsi 28 marzo 2010 28ª giornata                    | Poggibonsi | 0 – 2                  | Colligiana |  |
| \| \| \| \| \| \| Marcatori \| ?’ Tortolano ?’ Visone \| |            |                        |            |  |
|                                                          |            |                        |            |  |
|                                                          | Marcatori  | ?’ Tortolano ?’ Visone |            |  |

| Colle di Val d'Elsa 3 aprile 2010 29ª giornata | Colligiana | 0 – 1 | Celano |  |
| \| \| \| \| \| \| Marcatori \| ?’ ? \|         |            |       |        |  |
|                                                |            |       |        |  |
|                                                | Marcatori  | ?’ ?  |        |  |

| Carrara 11 aprile 2010 30ª giornata                  | Carrarese | 1 – 1         | Colligiana |  |
| \| \| \| \| \| ? ?’ \| Marcatori \| ?’ Pellegrini \| |           |               |            |  |
|                                                      |           |               |            |  |
| ? ?’                                                 | Marcatori | ?’ Pellegrini |            |  |

| Colle di Val d'Elsa 18 aprile 2010 31ª giornata        | Colligiana | 1 – 2    | Sangiustese |  |
| \| \| \| \| \| Iannelli ?’ \| Marcatori \| ?’, ?’ ? \| |            |          |             |  |
|                                                        |            |          |             |  |
| Iannelli ?’                                            | Marcatori  | ?’, ?’ ? |             |  |

| Serravalle 25 aprile 2010 32ª giornata                      | San Marino | 1 – 2 | Colligiana |  |
| \| \| \| \| \| Pellegrini ?’ Iannelli ?’ \| Marcatori \| \| |            |       |            |  |
|                                                             |            |       |            |  |
| Pellegrini ?’ Iannelli ?’                                   | Marcatori  |       |            |  |

| Colle di Val d'Elsa 2 maggio 2010 33ª giornata       | Colligiana | 1 – 1 | Giacomense |  |
| \| \| \| \| \| Pellegrini ?’ \| Marcatori \| ?’ ? \| |            |       |            |  |
|                                                      |            |       |            |  |
| Pellegrini ?’                                        | Marcatori  | ?’ ?  |            |  |

| Vasto 9 maggio 2010 34ª giornata                                                 | Pro Vasto | 2 – 3                                | Colligiana |  |
| \| \| \| \| \| ?’ ? ?’ ? \| Marcatori \| ?’ Iannelli ?’ Tortolano ?’ Iannelli \| |           |                                      |            |  |
|                                                                                  |           |                                      |            |  |
| ?’ ? ?’ ?                                                                        | Marcatori | ?’ Iannelli ?’ Tortolano ?’ Iannelli |            |  |

#### Play-out
| Colle di Val d'Elsa 23 maggio 2010 Andata           | Colligiana | 1 – 1 | Giacomense |  |
| \| \| \| \| \| Ferracuti ?’ \| Marcatori \| ?’ ? \| |            |       |            |  |
|                                                     |            |       |            |  |
| Ferracuti ?’                                        | Marcatori  | ?’ ?  |            |  |

| Portomaggiore 30 maggio 2010 Ritorno              | Giacomense | 1 – 1      | Colligiana |  |
| \| \| \| \| \| ?’ ? \| Marcatori \| ?’ D'Amico \| |            |            |            |  |
|                                                   |            |            |            |  |
| ?’ ?                                              | Marcatori  | ?’ D'Amico |            |  |

### Coppa Italia Lega Pro
| Foligno 9 agosto 2009, ore 17:00 1ª giornata    | Foligno   | 1 – 0 | Colligiana | Stadio Enzo Blasone |
| \| \| \| \| \| Iadaresta 10’ \| Marcatori \| \| |           |       |            |                     |
|                                                 |           |       |            |                     |
| Iadaresta 10’                                   | Marcatori |       |            |                     |

| 12 agosto 2009 2ª giornata |  | – Riposo |  |  |

| Colle di Val d'Elsa 16 agosto 2009 3ª giornata                                                | Colligiana | 1 – 3                                     | Gubbio | Stadio Gino Manni |
| \| \| \| \| \| Billio 75’ (rig.) \| Marcatori \| 41’ Rivaldo 48’ (rig.) Corallo 70’ Casoli \| |            |                                           |        |                   |
|                                                                                               |            |                                           |        |                   |
| Billio 75’ (rig.)                                                                             | Marcatori  | 41’ Rivaldo 48’ (rig.) Corallo 70’ Casoli |        |                   |

| Poggibonsi 19 agosto 2009 4ª giornata                          | Poggibonsi | 1 – 1         | Colligiana | Stadio Stefano Lotti |
| \| \| \| \| \| Menichetti 63’ \| Marcatori \| 73’ Prandelli \| |            |               |            |                      |
|                                                                |            |               |            |                      |
| Menichetti 63’                                                 | Marcatori  | 73’ Prandelli |            |                      |

| Colle di Val d'Elsa 26 agosto 2009, ore 18:00 5ª giornata                                                                | Colligiana | 4 – 5                                                  | Sangiovannese | Stadio Gino Manni |
| \| \| \| \| \| Savoldi 28’, 68’ Paris 34’, 51’ \| Marcatori \| 15’, 18’ Raimondi 21’ Zane 79’ Salvatori 80’ Comparato \| |            |                                                        |               |                   |
| |            |                                                        |               |                   |
| Savoldi 28’, 68’ Paris 34’, 51’                                                                                          | Marcatori  | 15’, 18’ Raimondi 21’ Zane 79’ Salvatori 80’ Comparato |               |                   |